# Halaevalu Mata'Aho 'Ahome'e
Halaevalu Mata'Aho 'Ahome'e (Tonga, 29 maggio 1926 – Auckland, 19 febbraio 2017) è stata regina consorte delle Tonga dal 1965 al 2006, come moglie di Tāufaʻāhau Tupou IV.
Durante la vedovanza ebbe il titolo di regina madre.

## Biografia

### Educazione e matrimonio
Halaevalu Mata'Aho 'Ahome'e nacque nel 1926, figlia di Tēvita Manuopangai (1892-1961) e di Heuʻifanga Veikune (1905-1996), pronipote dell'ultimo sovrano dell'Impero Tu'i Tonga. Discendeva da Ma'afu, un importante principe.

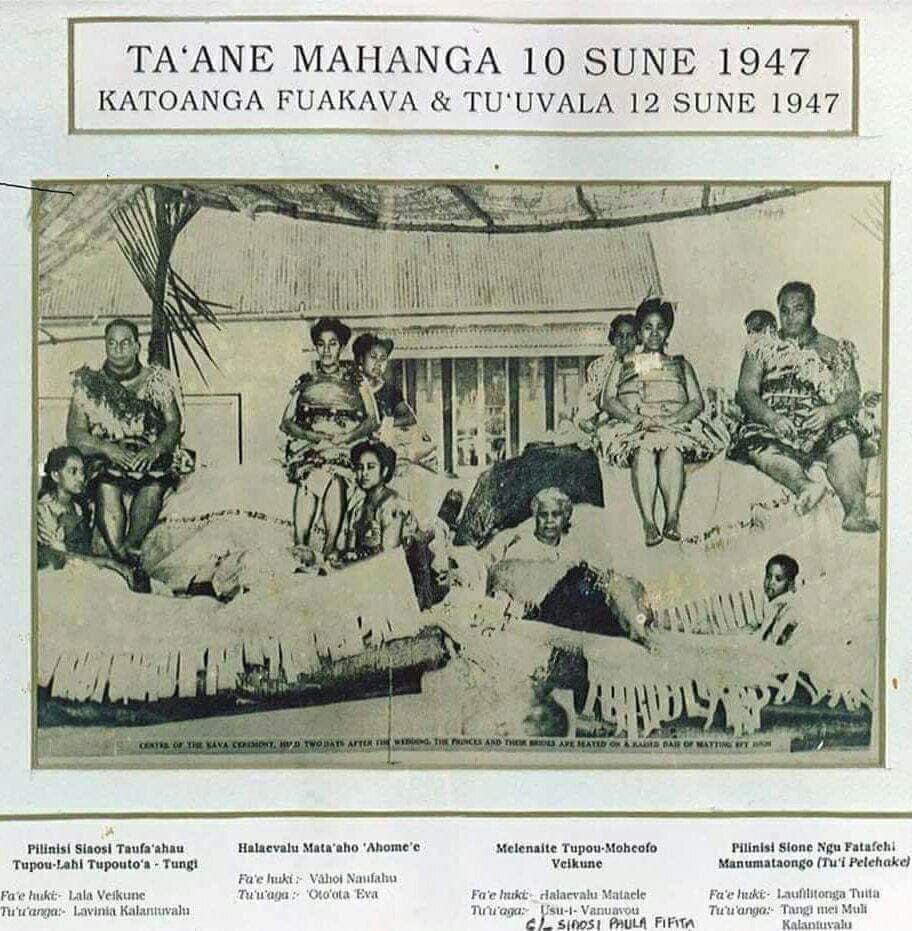
Halaevalu, a sinistra in seconda fila, fotografata nel giorno delle nozze

Era sorella maggiore di Tupou Kolotolu (1928-2008), Kaufo'ou Falekihetoa (1929-2015), 'Elenoa Ngatailupe (1931-2022), Kalolaine Taukapa Lataʻifalefehi (1934-2007), Viliami Vuna Tu'i'oetau Manu-'o-Pangai (1935-1981), Tevita Manuopangai (1939-1994) e di 'Amelia Latuniua (1943-2007).
Fu educata presso la St Joseph's Convent School a Nukuʻalofa e al St Mary's College di Auckland. Il 10 giugno 1947 sposò Siaosi Tāufaʻāhau Tupoulahi alla Cappella Reale di Nukuʻalofa. Tale unione rafforzò i rapporti tra i nobili tongani.

### Regina delle Tonga
Nel 1965 la suocera Salote Tupou III morì e salì al trono al fianco del marito. Nello stesso anno divenne presidentessa del Consiglio Nazionale per le Donne e dal 1972 fu alla guida della Croce Rossa. Detenne entrambe le cariche fino alla morte. Nel luglio del 1991 istituì l'Alonga Disability Center, una struttura che ospita persone disabili offrendo loro attività artigianali, sportive e ludiche.
Il 2 dicembre giunse a Salt Lake City per un soggiorno di sei giorni come ospite della Chiesa di Gesù Cristo dei santi degli ultimi giorni. Incontrò tra gli altri anche Thomas S. Monson e il 4 dicembre tenne un discorso sul ruolo delle donne a Tonga presso il BYU Kennedy Center for International Studies.
Nel 1995 fece parte del Comitato Direttivo Regionale per l'Asia e il Pacifico presso il Summit sul Progresso Economico delle Donne Rurali. Nello stesso anno fu alla guida della delegazione tongana alla Conferenza mondiale sulle donne di Pechino. Il 27 novembre del 1996 fu rilasciato un set di francobolli con un suo ritratto, in occasione dei suoi 70 anni.

### Regina madre
Nel 2006 rimase vedova e divenne regina madre con la salita al trono di suo figlio. Celebrò il suo 85º compleanno con cinque giorni di celebrazioni, nel 2011. I festeggiamenti iniziarono con un evento in giardino con più di un centinaio di donne tongane, nella casa del reverendo 'Ahio, presidente della Chiesa Metodista di Tonga.
Partecipò a una messa cattolica nella cattedrale di Maria Immacolata a Ma'ufanga con il figlio George Tupou V, il 26 maggio. Il ministero della Pubblica Istruzione, degli Affari Femminili e della Cultura il 27 maggio tenne una celebrazione con gli studenti delle scuole elementari che offrirono alla sovrana alcuni regali. Il giorno successivo fu organizzata una festa privata a Ha'avakatolo, seguita da un servizio liturgico alla chiesa del Centenario il 29 maggio e da un pranzo presso il palazzo reale a Nukuʻalofa.
A luglio e agosto dello stesso anno intraprese un viaggio di due settimane nello stato americano dello Utah. Visitò la Tongan United Methodist Church a West Valley City, la cui congregazione raccolse circa $ 500 000 in meno di un anno per pagare il mutuo per l'edificio. Il sindaco Michael K. Winder le consegnò le chiavi della città il 27 luglio. Il giorno successivo incontrò il governatore dello Utah, Gary Herbert.
Nel 2014 si recò nell'arcipelago di Haʻapai per contribuire ai soccorsi alle vittime del ciclone Ian, avvenuto l'11 gennaio.

### Morte

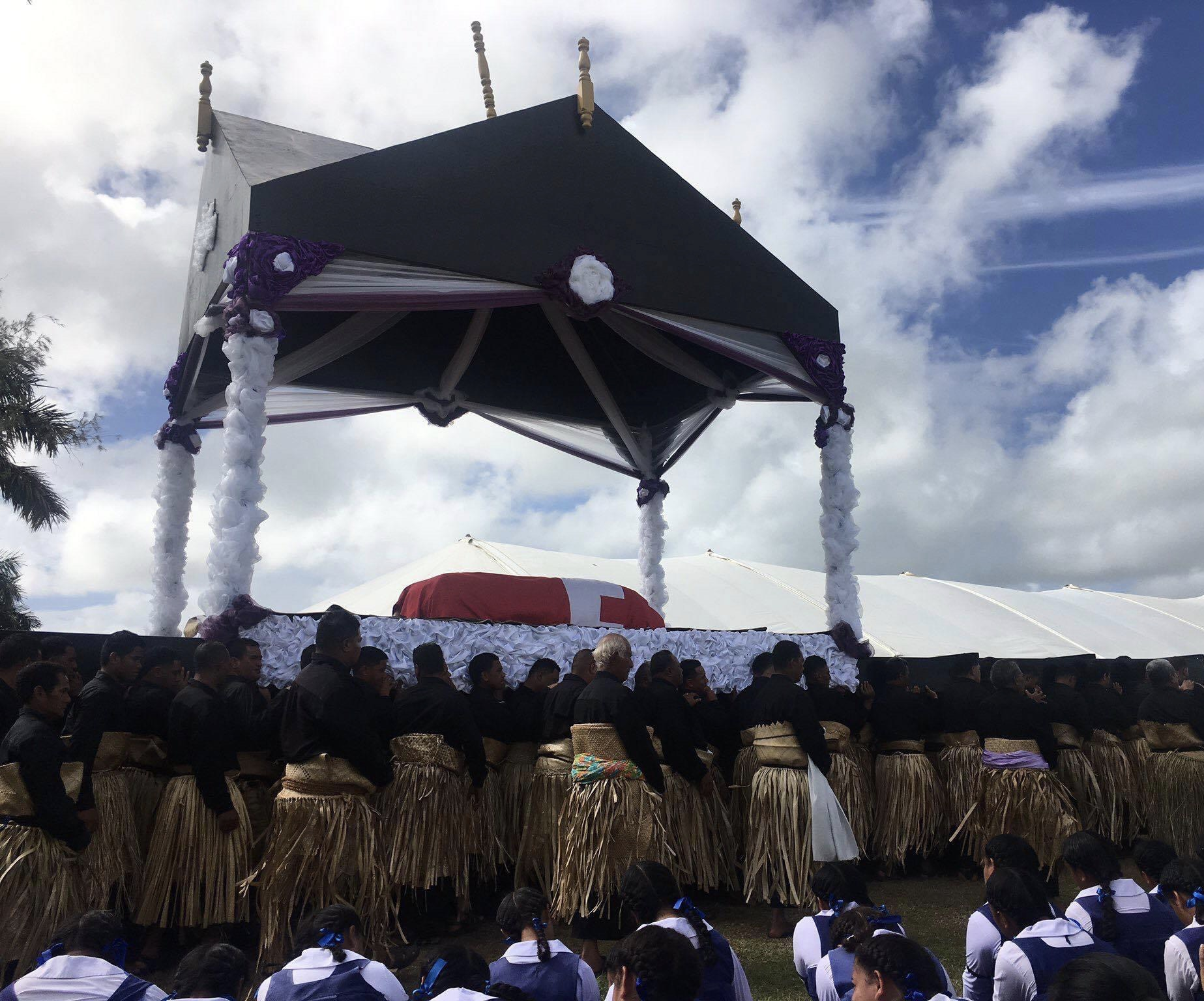
Il funerale della regina madre

La regina madre morì al Mercy Hospital di Auckland il 19 febbraio 2017. L'annuncio fu dato da sua nipote, la principessa Lātūfuipeka Tukuʻaho, che comunicò che la nonna era stata ricoverata in Nuova Zelanda per problemi medici minori. La causa della morte, tuttavia, non venne resa pubblica dalla famiglia reale.
La salma della regina fu rimpatriata il 28 febbraio con il Royal Beechcraft G.18S accompagnato da un C-130 Hercules della Royal New Zealand Air Force. Il 1º marzo fu sepolta nel cimitero reale a Nukuʻalofa.

## Patrocini
- Presidente del Consiglio Nazionale per le Donne delle Tonga (1965-2017);[8]
- Presidentessa della Croce Rossa Tongana (1972-2017).[8]

## Discendenza

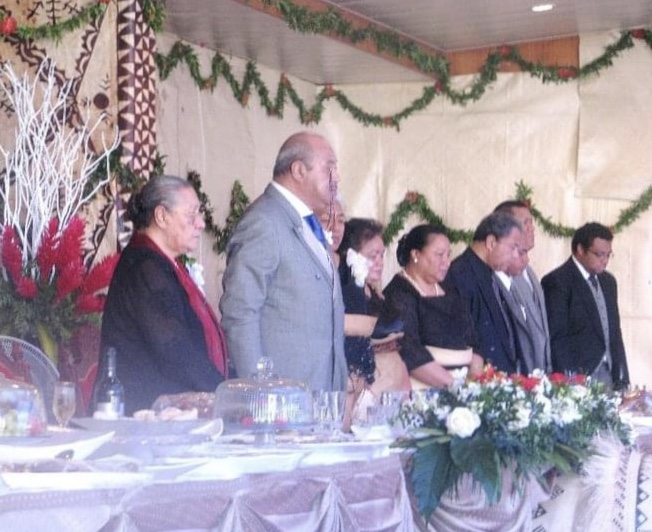
La regina madre, a sinistra, il figlio George Tupou V e altri nobili nel 2010

Halaevalu Mata'Aho 'Ahome'e e Tāufaʻāhau Tupou IV ebbero tre figli e una figlia: 
- Re George Tupou V (1948-2012);
- Principessa Salote (1951), con il marito Siosa'ia Ma'ulupekotofa Tuita (1951) ebbe cinque figli di cui uno adottivo;
- Principe Fatafehi (1954-2004), con la seconda moglie Alaileula Poutasi Jungblut ebbe quattro figli;
- Re Tupou VI (1959), con la moglie Nanasipau'u Tuku'aho (1954) ebbe tre figli.

## Ascendenza
|                                    |                        |                              | Genitori                     |  |  | Nonni |  |  | Bisnonni                  |  |  | Trisnonni             |  |
|                                    |                        |                              |                              |  |  |       |  |  | Taniela ʻOtukolo ʻAhomeʻe |  |  | Tupou Tevita ʻAhomeʻe |  |
|                                    |                        |                              |                              |  |  |       |  |  | Taniela ʻOtukolo ʻAhomeʻe |  |  | Tupou Tevita ʻAhomeʻe |  |
|                                    |                        | Lavinia Longoaʻameʻe         |                              |  |  |       |  |  | Taniela ʻOtukolo ʻAhomeʻe |  |  |                       |  |
| Salomone Piutau ʻOtukolo ʻAhomeʻe  |                        |                              |                              |  |  |       |  |  | Taniela ʻOtukolo ʻAhomeʻe |  |  |                       |  |
|                                    |                        | Siulolovau Vaea              | ʻAisea Vau Mataele           |  |  |       |  |  |                           |  |  |                       |  |
|                                    |                        | Siulolovau Vaea              | ʻAisea Vau Mataele           |  |  |       |  |  |                           |  |  |                       |  |
|                                    |                        | Siulolovau Vaea              | ʻIlaisipa Tuʻionetoa         |  |  |       |  |  |                           |  |  |                       |  |
| Tēvita Manuopangai ʻAhomeʻe        |                        | Siulolovau Vaea              |                              |  |  |       |  |  |                           |  |  |                       |  |
|                                    |                        | Viliami Maealiuaki Mafileʻo  | Sūnia Mafileʻo               |  |  |       |  |  |                           |  |  |                       |  |
|                                    |                        | Viliami Maealiuaki Mafileʻo  | Sūnia Mafileʻo               |  |  |       |  |  |                           |  |  |                       |  |
|                                    |                        | Viliami Maealiuaki Mafileʻo  | Losaline Mafikaunanga        |  |  |       |  |  |                           |  |  |                       |  |
| ʻAmelia Moʻungaʻaelangi Maealiuaki |                        | Viliami Maealiuaki Mafileʻo  |                              |  |  |       |  |  |                           |  |  |                       |  |
|                                    |                        | Maʻata Peleki (Martha Blake) | George Alexander Blake       |  |  |       |  |  |                           |  |  |                       |  |
|                                    |                        | Maʻata Peleki (Martha Blake) | George Alexander Blake       |  |  |       |  |  |                           |  |  |                       |  |
|                                    |                        | Maʻata Peleki (Martha Blake) | Matelita Fusilangoia Tangulu |  |  |       |  |  |                           |  |  |                       |  |
| Halaevalu MataʻAho ʻAhomeʻe        |                        | Maʻata Peleki (Martha Blake) |                              |  |  |       |  |  |                           |  |  |                       |  |
|                                    | Fotu ʻa Falefā Veikune | ʻOsaiasi Tonga Veikune       |                              |  |  |       |  |  |                           |  |  |                       |  |
|                                    | Fotu ʻa Falefā Veikune | ʻOsaiasi Tonga Veikune       |                              |  |  |       |  |  |                           |  |  |                       |  |
|                                    | Fotu ʻa Falefā Veikune | Temaleti Manakovi            |                              |  |  |       |  |  |                           |  |  |                       |  |
| Siosāteki Tonga Veikune            | Fotu ʻa Falefā Veikune |                              |                              |  |  |       |  |  |                           |  |  |                       |  |
|                                    |                        | Akanesi Tuʻifua              | Taumoepeau                   |  |  |       |  |  |                           |  |  |                       |  |
|                                    |                        | Akanesi Tuʻifua              | Taumoepeau                   |  |  |       |  |  |                           |  |  |                       |  |
|                                    |                        | Akanesi Tuʻifua              | Tupoutuʻa Laumanukilupe      |  |  |       |  |  |                           |  |  |                       |  |
| Heuʻifanga Veikune                 |                        | Akanesi Tuʻifua              |                              |  |  |       |  |  |                           |  |  |                       |  |
|                                    |                        | Siale ʻAtaongo               | ʻEnele Maʻafu                |  |  |       |  |  |                           |  |  |                       |  |
|                                    |                        | Siale ʻAtaongo               | ʻEnele Maʻafu                |  |  |       |  |  |                           |  |  |                       |  |
|                                    |                        | Siale ʻAtaongo               | ʻElenoa Ngataialupe Lutui    |  |  |       |  |  |                           |  |  |                       |  |
| Vāhoi ʻAtaongo                     |                        | Siale ʻAtaongo               |                              |  |  |       |  |  |                           |  |  |                       |  |
|                                    |                        | Tupou Moheofo                | ʻIsileli Tupou               |  |  |       |  |  |                           |  |  |                       |  |
|                                    |                        | Tupou Moheofo                | ʻIsileli Tupou               |  |  |       |  |  |                           |  |  |                       |  |
|                                    |                        | Tupou Moheofo                | Lavinia Veiongo Mahanga      |  |  |       |  |  |                           |  |  |                       |  |
|                                    |                        | Tupou Moheofo                |                              |  |  |       |  |  |                           |  |  |                       |  |